# Antoni Bombik
Antoni Bombik (ur. 17 czerwca 1959 w Radzyminie) – polski agronom, profesor nauk rolniczych, profesor zwyczajny Uniwersytetu Przyrodniczo-Humanistycznego w Siedlcach, w latach 2002–2005 rektor Wyższej Szkoły Biznesu i Administracji w Łukowie.

## Życiorys
W 1983 ukończył studia w Wyższej Szkole Rolniczo-Pedagogicznej w Siedlcach. Doktoryzował się w 1992 na Wydziale Rolniczym WSRP na podstawie rozprawy zatytułowanej Prognozowanie plonów ziemniaka. Stopień naukowy doktora habilitowanego uzyskał w 2000 na Akademii Podlaskiej w oparciu o pracę pt. Studia nad prognozowaniem plonów ziemniaka. Tytuł naukowy profesora nauk rolniczych otrzymał 22 stycznia 2007. Specjalizuje się w naukach rolniczych i ekonomicznych.
Objął stanowisko profesora zwyczajnego w Instytucie Agronomii Uniwersytetu Przyrodniczo-Humanistycznego w Siedlcach. W jednostce tej został też kierownikiem Katedry Metod Ilościowych i Gospodarki Przestrzennej. Zatrudniony był również na stanowisku profesora zwyczajnego w Wyższej Szkole Biznesu i Administracji w Łukowie, pełniąc w latach 2002–2005 funkcję rektora, a w latach 2005–2012 prorektora. W latach 2001–2003 pracował na stanowisku profesora nadzwyczajnego na Politechnice Radomskiej.
Opublikował ponad 180 prac. Został członkiem Polskiego Towarzystwa Biometrycznego (1985) i Polskiego Towarzystwa Agronomicznego (1988).
Przed wyborami prezydenckimi w 2010 wszedł w skład komitetu poparcia Jarosława Kaczyńskiego. W 2015 z listy Polskiego Stronnictwa Ludowego kandydował bez powodzenia do Sejmu w okręgu nr 18.
Odznaczony m.in. Brązowym Krzyżem Zasługi (2002) i Medalem Srebrnym za Długoletnią Służbę.